# Nebelspalter
 (juin 2021).
Le Nebelspalter est un journal satirique suisse créé en 1875 à Zurich. C'est le plus ancien titre satirique au monde à être toujours publié ; il est considéré comme une « institution » en Suisse.

## Histoire
Der Nebelspalter est créé en 1875 par Jean Nötzli (1844–1900) et Johann Friedrich Boscovits (1845-1918) à Zurich, qui profite de la disparition de Der Postheiri, un journal illustré et satirique à succès publié depuis 1845, dont il récupère pour partie le public,. Rédigé en langue allemande ou dans divers dialectes alémaniques il est sous-titré « humoristique et de politique » l'année de sa création, puis « satirique » en 1876.
La fin du XIXe siècle est marquée par la montée en puissance de l'Empire allemand, qui contribue à façonner l'identité suisse ; le Nebelspalter se saisit alors de ce rapport, souvent conflictuel, entre la Suisse et son voisin allemand ; ce dernier est d'ailleurs scruté plus sévèrement que la France ne l'est,. La vocation première du journal, telle qu'affirmée dans son premier éditorial, est de combattre les divers conservatismes que connaît la Suisse ainsi que les jésuites. Le titre, destiné à la bourgeoisie, est ainsi libéral, anticlérical et progressiste. À la fin du siècle, la feuille satirique délaisse pour partie l'anticléricalisme pour un antisémitisme marqué.
Lorsque éclate la Première Guerre mondiale, le journal dénonce régulièrement les deux camps avant de soutenir ouvertement, en 1916, l'Allemagne. Cet engagement, lors de la défaite germanique, lui fait perdre de nombreux abonnés,.
En 1922, Nebelspalter quitte Zurich pour Rorschach et subit de profonds changements éditoriaux. Les années 1930 représentent sa période faste ; malgré la censure, Nebelspalter tente dès avant l'arrivée au pouvoir d'Adolf Hitler en 1933 – de contrecarrer par la caricature et la satire l'influence du nazisme et du fascisme.
Si sa diffusion progresse jusqu'au milieu des années 1970, le Nebelspalter perd l'essentiel de son audience dans les années 1990, notamment sous l'influence de la concurrence quotidienne et télévisuelle et malgré plusieurs changements de direction. Fin avril 1998, le tirage tombe en dessous des 1 000 exemplaires ; la cessation de sa publication est annoncée. Mais l'éditeur Thomas Engeli le rachète à la dernière minute et parvient à le relancer.
La diffusion payée de Nebelspalter s'élève à 21 000 exemplaires en moyenne en 2013, pour une parution de dix numéros par an.

## Caractéristiques techniques

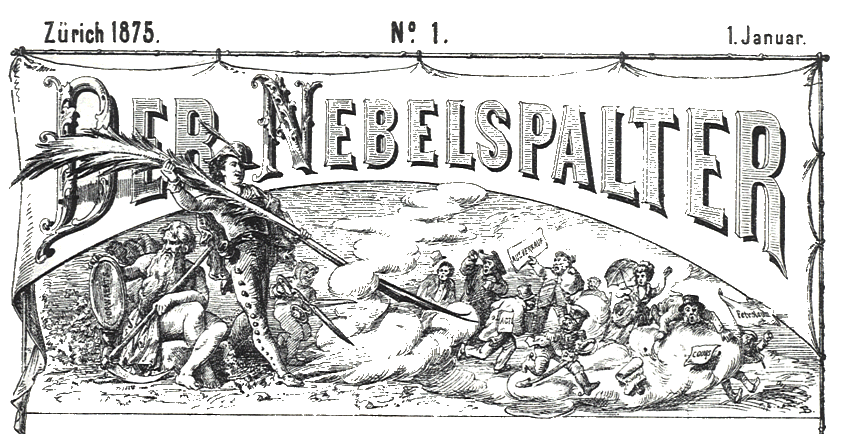
La manchette du premier numéro.

À sa création en 1875, le journal est intitulé Der Nebelspalter, mais il abandonne définitivement l'article en 1908. Publié chaque samedi, le titre est imprimé sur un format 34 × 24,5 cm. Il se compose initialement de quatre pages en noir et blanc, puis de quatre à dix entre 1887 et 1918 ; la couleur est utilisée à partir de 1887. Journal illustré, Der Nebelspalter voit peu à peu l'image prendre de l'importance ; elle domine le texte dès 1900. Le prix à l'unité varie de 25 centimes en 1886 à 30 centimes deux ans plus tard et ce jusqu'en 1918.
La diffusion du Nebelspalter jusqu'en 1922 n'est pas connue avec précision, les archives du journal ayant disparu lors de son départ de Zurich. En 1913, un encart dans le journal évoque toutefois un tirage de 4 100 exemplaires. En 1975, le tirage du journal, à son apogée, atteint les 65 000 exemplaires.

## Auteurs
Lors de la première période de parution, un nombre restreint d'auteurs collaborent, dont il faut d'abord retenir les Boscovits, père et fils, ainsi que Willy Lehmann-Schramm. Ont collaboré au journal des auteurs tels que René Gilsi (de), Jakob Nef (de), Fritz Behrendt, Werner Büchi (de), Nico Cadsky, Horst Haitzinger, César Keiser (de), Franz Hohler (de), Lorenz Keiser (de), Peter Stamm, Linard Bardill (de), Pascal Coffez, Heinrich Danioth (de) ou encore Albert Ehrismann (de).